# Carretera Austral

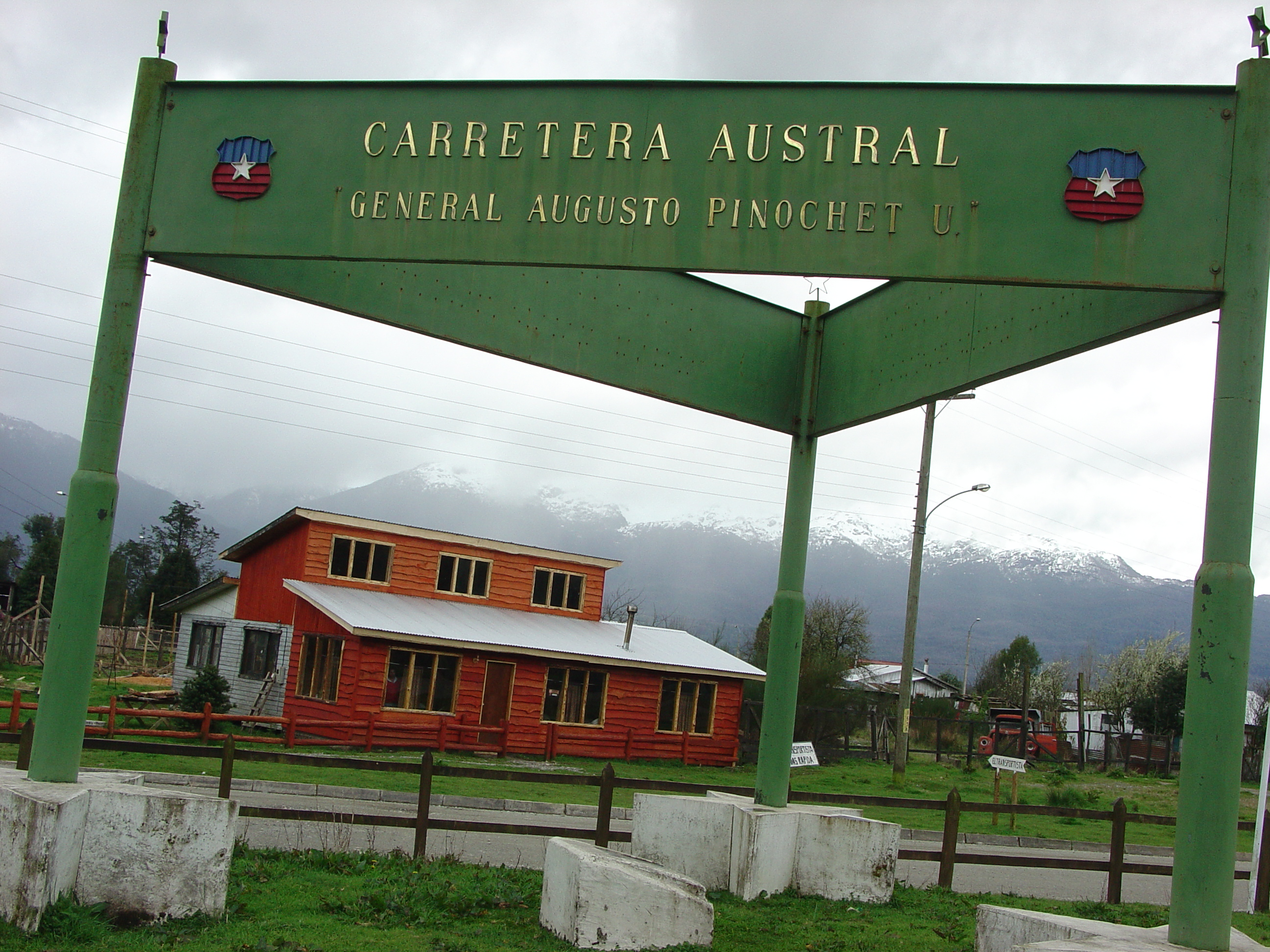
Tablica z napisem Carretera Austral General Augusto Pinochet

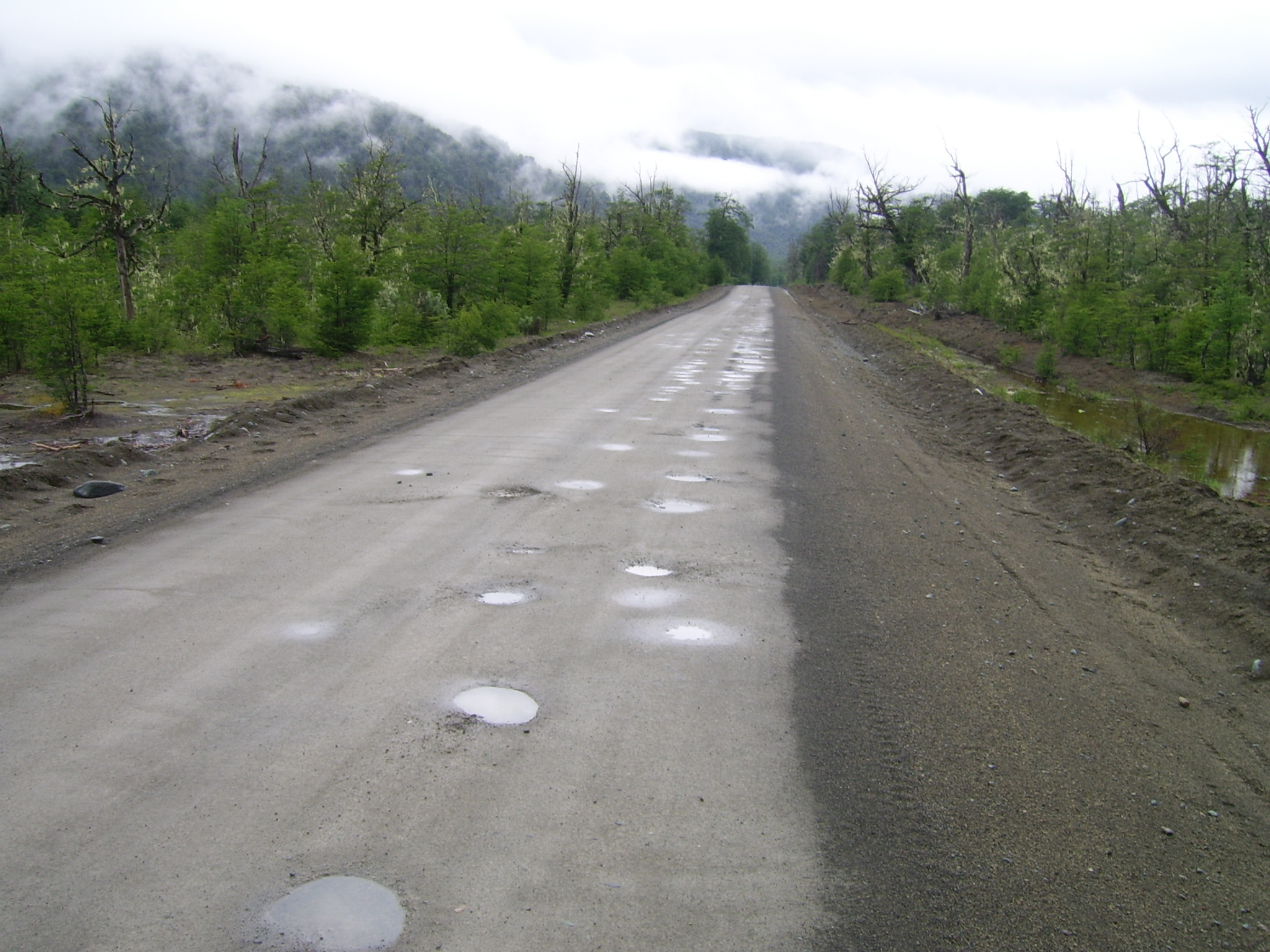
Autostrada Południowa w okolicach Caleta Gonzalo

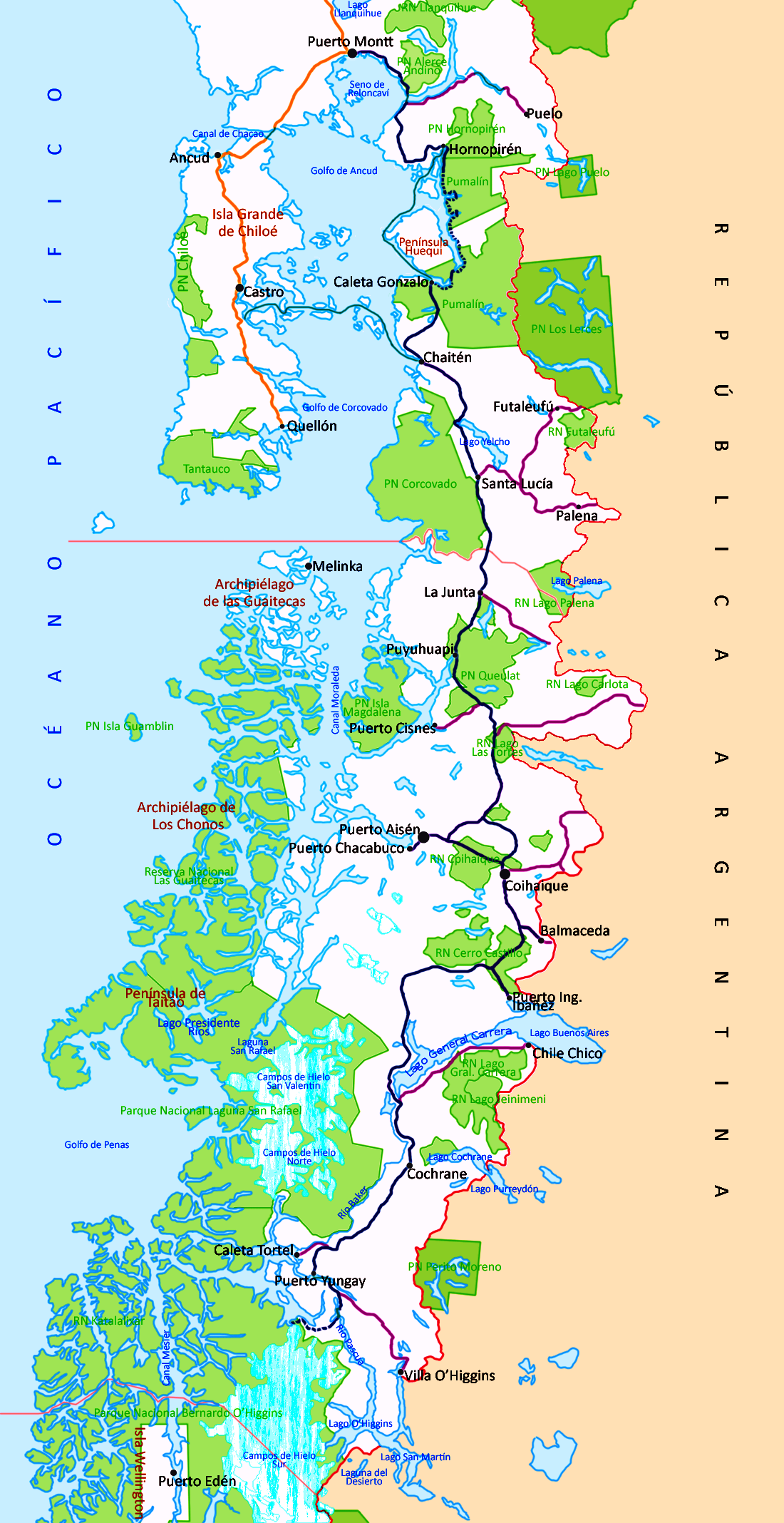
Mapa Autostrady Południowej

Carretera Austral (hiszp. Autostrada Południowa) - określenie używane dla drogi krajowej nr 7, głównej arterii komunikacyjnej południowego Chile (regiony Aisén i Los Lagos). Droga ma długość 1240 km. Łączy miasto Puerto Montt, stolicę regionu miasta Los Lagos, z południową częścią tego regionu oraz słabo zaludnionym regionem Aisén. Obszar wzdłuż Carretera Austral zamieszkuje około 100 tys. osób. Droga kończy się w miejscowości Villa O'Higgins przy granicy z Argentyną. Największym miastem wzdłuż niej jest Coyhaique (44,9 tys. mieszk., 2002). 
Budowę drogi rozpoczęto w 1976 za czasów prezydenta Augusto Pinocheta. Jej pierwszy odcinek otwarty został w 1988. W 1996 dotarła do Puerto Yungay, a w 2000 - do Villa O'Higgins. W 2003 ukończono boczny odcinek drogi do Caleta Tortel.

## Ważniejsze miejscowości i miejsca przy Carretera Austral
- miasto Puerto Montt - stolica regionu Los Lagos
- zatoka Reloncaví
- Park Narodowy Hornopirén
- jezioro Yelcho
- miasto Chaitén
- Park Narodowy Queulat
- miasto Coyhaique
- wieś Balmacedaa
- miasto Río Ibáñez
- masyw górski Cerro Castillo
- jezioro Buenos Aires/General Carrera
- miasto Cochrane
- rzeka Baker - największa rzeka Chile pod względem przepływu
- wieś Caleta Tortel
- wieś Villa O'Higgins